# Élections régionales de 2021 en Mecklembourg-Poméranie-Occidentale
Les élections régionales de 2021 en Mecklembourg-Poméranie-Occidentale (en allemand : Landtagswahl in Mecklenburg-Vorpommern 2021) se tiennent le 26 septembre 2021, afin d'élire les 71 députés de la 8e législature du Landtag, pour un mandat de cinq ans. En vertu de la loi électorale, 79 députés sont finalement élus. Les élections régionales à Berlin, un référendum d'initiative populaire berlinois et les élections fédérales sont organisées le même jour.
Le scrutin, marqué par une hausse de la participation électorale, voit la victoire du Parti social-démocrate de la ministre-présidente Manuela Schwesig, qui conforte sa majorité relative, et le retour au Landtag des Verts et du Parti libéral.

## Contexte
Le ministre-président Erwin Sellering — au pouvoir depuis 2006 — annonce le 30 mai 2017 qu'il compte démissionner après avoir indiqué souffrir d'un cancer. Un congrès extraordinaire du Parti social-démocrate d'Allemagne (SPD) rassemblé à Dobbin-Linstow le 2 juillet lui désigne officiellement comme successeure Manuela Schwesig, jusqu'à très récemment ministre fédérale de la Famille. Elle est effectivement investie ministre-présidente par le Landtag deux jours après, par 40 voix pour sur 70 après avoir confirmé la « grande coalition » avec l'Union chrétienne-démocrate d'Allemagne (CDU).
Manuela Schwesig fait savoir en septembre 2019 qu'elle est victime d'un cancer du sein ; bien qu'elle renonce à ses responsabilités au sein du SPD au niveau national, elle conserve ses fonctions au sein du gouvernement de Mecklembourg-Poméranie-Occidentale. Elle indique huit mois plus tard, le 12 mai 2020, avoir vaincu la maladie.
Le 12 janvier 2021, le conseil des ministres approuve la proposition formulée par le ministère de l'Intérieur du Land de convoquer les élections régionales pour le 26 septembre suivant. Elles coïncident ainsi avec les élections fédérales, à l'instar des scrutins des années 1994, 1998 et 2002.

## Mode de scrutin
Le Landtag est constitué de 71 députés (en allemand : Mitglied des Landtags, MdL), élus pour une législature de cinq ans au suffrage universel direct et suivant le scrutin proportionnel de Hare/Niemayer.
Chaque électeur dispose de deux voix : la première (Erststimme) lui permet de voter pour un candidat de sa circonscription selon les modalités du scrutin uninominal majoritaire à un tour, le Land comptant un total de 36 circonscriptions ; la seconde voix (Zweitstimme) lui permet de voter en faveur d'une liste de candidats présentée par un parti au niveau du Land.
Lors du dépouillement, l'intégralité des 71 sièges est répartie proportionnellement aux secondes voix entre les partis ayant remporté au moins 5 % des suffrages exprimés au niveau du Land. Si un parti a remporté des mandats au scrutin uninominal, ses sièges sont d'abord pourvus par ceux-ci.
Dans le cas où un parti obtient plus de mandats au scrutin uninominal que la proportionnelle ne lui en attribue, il conserve ces mandats supplémentaires et la taille du Landtag est augmentée par des mandats complémentaires distribués aux autres partis pour rétablir une composition proportionnelle aux secondes voix.

## Campagne
La conférence régionale de l'Alliance 90 / Les Verts (Grünen) élit le 31 octobre 2020 à Güstrow son binôme de candidats pour les élections régionales, à raison d'une femme et d'un homme. L'ancienne élue du conseil de l'arrondissement du Mecklembourg-du-Nord-Ouest Anne Shepley prend la première place de la liste régionale, au détriment des anciennes présidentes régionales du parti, Claudia Schulz (de) et Ulrike Berger (de). L'ex-député fédéral au Bundestag Harald Terpe (de) est pour sa part placé en deuxième position, tous deux ayant remporté la majorité absolue dès le premier tour de vote.
Lors d'une réunion du comité régional de Die Linke le 28 janvier 2021, la présidente du groupe parlementaire au Landtag Simone Oldenburg (de) est proposée comme cheffe de file aux élections régionales, un choix évident au sein du parti étant donné ses responsabilités au Parlement du Land. Sa candidature est ratifiée six semaines plus tard lors d'un congrès réuni à Demmin, avec le soutien de 93,7 % des suffrages exprimés par les délégués.
Le 6 mars, le congrès régional de l'Union chrétienne-démocrate d'Allemagne (CDU) convoqué à Güstrow choisit Michael Sack (de), préfet de l'arrondissement de Poméranie-Occidentale-Greifswald, pour conduire sa campagne électorale. Michael Sack avait été élu sept mois auparavant président de la CDU du Land.
À Ulrichshusen le 27 mars suivant, le congrès du Parti libéral-démocrate (FDP) fait de René Domke (de), déjà président de la fédération régionale du FDP, le chef de file électoral du parti, avec environ 80 % des voix. À part entre 2006 et 2011, jamais les libéraux ne sont parvenus à franchir le seuil électoral de 5 % leur garantissant un groupe parlementaire.
Réunie le 16 mai 2021 à Kemnitz, la convention électorale régionale de l'Alternative pour l'Allemagne (AfD) désigne le président du groupe parlementaire au Landtag Nikolaus Kramer (de) en qualité de chef de file. Il est élu par 133 voix favorables, devançant le député régional Ralph Weber (de) de 32 suffrages.
La ministre-présidente Manuela Schwesig est désignée cheffe de file du Parti social-démocrate d'Allemagne (SPD) le 18 juin lors d'un congrès organisé à Wismar. Cela constitue sa première candidature en première position, puisqu'elle a accédé au pouvoir en 2017, en cours de législature, afin de remplacer Erwin Sellering. À cette occasion, elle recueille le soutien de 96,4 % des délégués, contre 91,2 % lors de sa désignation pour le poste de ministre-président, quatre ans auparavant.

### Principaux partis
| Parti | Parti                                                                              | Positionnement                                                              | Chef de file                                                   | Résultat de 2016           |
| ----- | ---------------------------------------------------------------------------------- | --------------------------------------------------------------------------- | -------------------------------------------------------------- | -------------------------- |
|       | Parti social-démocrate d'Allemagne Sozialdemokratische Partei Deutschlands         | Centre gauche Social-démocratie, troisième voie, progressisme               | Manuela Schwesig (Ministre-présidente)                         | 30,6 % des voix 26 députés |
|       | Alternative pour l'Allemagne Alternative für Deutschland                           | Droite à extrême droite Euroscepticisme, national-conservatisme, populisme  | Nikolaus Kramer (de)                                           | 20,8 % des voix 18 députés |
|       | Union chrétienne-démocrate d'Allemagne Christlich Demokratische Union Deutschlands | Centre droit Démocratie chrétienne, libéral-conservatisme                   | Michael Sack (de) (Préfet de Poméranie-Occidentale-Greifswald) | 19,0 % des voix 16 députés |
|       | Die Linke La Gauche                                                                | Extrême gauche à gauche Socialisme démocratique, anticapitalisme, populisme | Simone Oldenburg (de)                                          | 13,2 % des voix 11 députés |
|       | Alliance 90 / Les Verts Bündnis 90/Die Grünen                                      | Centre gauche Écologie politique, progressisme                              | Anne Shepley et Harald Terpe (de)                              | 4,8 % des voix 0 député    |
|       | Parti libéral-démocrate Freie Demokratische Partei                                 | Centre droit à droite Libéralisme, libéralisme économique                   | René Domke (de)                                                | 3,0 % des voix 0 député    |
|       | Parti national-démocrate d'Allemagne Nationaldemokratische Partei Deutschlands     | Extrême droite Ultranationalisme, néonazisme, populisme de droite           |                                                                | 3,0 % des voix 0 député    |

### Sondages
| Institut                | Date       | CDU    | SPD    | Grünen | FDP   | Linke  | AfD    |
| ----------------------- | ---------- | ------ | ------ | ------ | ----- | ------ | ------ |
| Institut                | Date       |        |        |        |       |        |        |
| INSA                    | 24/09/2021 | 13 %   | 40 %   | 7 %    | 5 %   | 11 %   | 17 %   |
| Forschungsgruppe Wahlen | 17/09/2021 | 14 %   | 39 %   | 7 %    | 5,5 % | 11 %   | 16 %   |
| Infratest dimap         | 17/09/2021 | 15 %   | 40 %   | 6 %    | 5 %   | 10 %   | 15 %   |
| INSA                    | 17/09/2021 | 12 %   | 40 %   | 7 %    | 6 %   | 11 %   | 18 %   |
| Forschungsgruppe Wahlen | 17/09/2021 | 15 %   | 38 %   | 6 %    | 6 %   | 11 %   | 17 %   |
| Wahlkreisprognose.de    | 10/09/2021 | 13 %   | 39 %   | 5,5 %  | 6 %   | 11 %   | 18 %   |
| Infratest dimap         | 09/09/2021 | 14 %   | 39 %   | 6 %    | 7 %   | 10 %   | 17 %   |
| Infratest dimap         | 26/08/2021 | 15 %   | 36 %   | 6 %    | 8 %   | 11 %   | 17 %   |
| INSA                    | 15/08/2021 | 18 %   | 28 %   | 8 %    | 7 %   | 14 %   | 17 %   |
| INSA                    | 25/07/2021 | 20 %   | 26 %   | 9 %    | 7 %   | 13 %   | 19 %   |
| Infratest dimap         | 15/07/2021 | 23 %   | 27 %   | 7 %    | 7 %   | 12 %   | 16 %   |
| INSA                    | 01/07/2021 | 20 %   | 26 %   | 8 %    | 6 %   | 13 %   | 19 %   |
| Infratest dimap         | 20/05/2021 | 21 %   | 23 %   | 14 %   | 6 %   | 11 %   | 17 %   |
| Forsa                   | 21/01/2021 | 24 %   | 26 %   | 10 %   | 3 %   | 16 %   | 14 %   |
| Infratest dimap         | 25/11/2020 | 27 %   | 27 %   | 10 %   | 3 %   | 12 %   | 15 %   |
| Infratest dimap         | 09/06/2020 | 29 %   | 24 %   | 10 %   | 4 %   | 13 %   | 15 %   |
| Forsa                   | 16/01/2020 | 20 %   | 19 %   | 13 %   | 5 %   | 14 %   | 19 %   |
| Forsa                   | 27/09/2019 | 21 %   | 22 %   | 12 %   | 5 %   | 12 %   | 20 %   |
| Forsa                   | 17/01/2019 | 22 %   | 22 %   | 10 %   | 4 %   | 16 %   | 18 %   |
| Forsa                   | 30/06/2018 | 18 %   | 25 %   | 8 %    | 4 %   | 16 %   | 22 %   |
| Forsa                   | 18/01/2018 | 20 %   | 28 %   | 5 %    | 5 %   | 15 %   | 19 %   |
| Dernières élections     | 04/09/2016 | 19,0 % | 30,6 % | 4,8 %  | 3,0 % | 13,2 % | 20,8 % |

## Résultats

### Voix et sièges
|                          |                                                      |                                                      |                  |                  |                  |                  |         |       |       |        |              |               |  |  |
| Partis                   | Partis                                               | Partis                                               | Circonscriptions | Circonscriptions | Circonscriptions | Circonscriptions | Liste   | Liste | Liste | Liste  | Total sièges | +/-           |  |  |
| Partis                   | Partis                                               | Partis                                               | Votes            | %                | Sièges           | +/-              | Votes   | %     | +/-   | Sièges | Total sièges | +/-           |  |  |
|                          | Parti social-démocrate d'Allemagne (SPD)             | Parti social-démocrate d'Allemagne (SPD)             | 313 218          | 34,42            | 34               | 8                | 361 761 | 39,59 | 9,04  | 0      | 34           | 8             |  |  |
|                          | Alternative pour l'Allemagne (AfD)                   | Alternative pour l'Allemagne (AfD)                   | 163 931          | 18,01            | 1                | 2                | 152 747 | 16,72 | 4,09  | 13     | 14           | 4             |  |  |
|                          | Union chrétienne-démocrate d'Allemagne (CDU)         | Union chrétienne-démocrate d'Allemagne (CDU)         | 157 363          | 17,29            | 1                | 6                | 913 729 | 13,30 | 5,69  | 11     | 12           | 4             |  |  |
|                          | Die Linke (Linke)                                    | Die Linke (Linke)                                    | 106 177          | 11,67            | 0                | en stagnation    | 90 865  | 9,94  | 3,24  | 9      | 9            | 2             |  |  |
|                          | Alliance 90 / Les Verts (Grünen)                     | Alliance 90 / Les Verts (Grünen)                     | 59 538           | 6,54             | 0                | en stagnation    | 57 548  | 6,30  | 1,48  | 5      | 5            | 5             |  |  |
|                          | Parti libéral-démocrate (FDP)                        | Parti libéral-démocrate (FDP)                        | 56 934           | 6,26             | 0                | en stagnation    | 52 945  | 5,79  | 2,75  | 5      | 5            | 5             |  |  |
|                          | Parti de protection des animaux (Tierschutz)         | Parti de protection des animaux (Tierschutz)         | 6 903            | 0,76             | 0                | en stagnation    | 15 188  | 1,66  | 0,46  | 0      | 0            | en stagnation |  |  |
|                          | Parti des bases démocratiques d'Allemagne (dieBasis) | Parti des bases démocratiques d'Allemagne (dieBasis) | 16 316           | 1,79             | 0                | en stagnation    | 15 165  | 1,66  | Nv    | 0      | 0            | en stagnation |  |  |
|                          | Électeurs libres (FW)                                | Électeurs libres (FW)                                | 18 320           | 2,01             | 0                | en stagnation    | 10 064  | 1,10  | 0,51  | 0      | 0            | en stagnation |  |  |
|                          | Parti national-démocrate d'Allemagne (NPD)           | Parti national-démocrate d'Allemagne (NPD)           |                  |                  |                  |                  | 7 074   | 0,77  | 2,25  | 0      | 0            | en stagnation |  |  |
|                          | Die PARTEI                                           | Die PARTEI                                           | 1 827            | 0,20             | 0                | en stagnation    | 7 024   | 0,77  | 0,15  | 0      | 0            | en stagnation |  |  |
|                          | Autres                                               | Autres                                               | 9 527            | 1,05             | 0                | –                | 21 782  | 2,38  | –     | 0      | 0            | –             |  |  |
|                          |                                                      |                                                      |                  |                  |                  |                  |         |       |       |        |              |               |  |  |
| Votes valides            | Votes valides                                        | Votes valides                                        | 910 054          | 97,95            |                  |                  | 913 729 | 98,34 |       |        |              |               |  |  |
| Votes blancs et nuls     | Votes blancs et nuls                                 | Votes blancs et nuls                                 | 19 064           | 2,05             | 15 389           | 1,66             |         |       |       |        |              |               |  |  |
| Total                    | Total                                                | Total                                                | 929 118          | 100              | 36               | en stagnation    | 929 118 | 100   | –     | 43     | 79           | 8             |  |  |
| Abstentions              | Abstentions                                          | Abstentions                                          | 382 592          | 29,17            |                  |                  | 382 592 | 29,17 |       |        |              |               |  |  |
| Inscrits / participation | Inscrits / participation                             | Inscrits / participation                             | 1 311 710        | 70,83            | 1 311 710        | 70,83            |         |       |       |        |              |               |  |  |

### Analyse

#### Électorale

Parti vainqueur par circonscription.

Les résultats du scrutin constituent un triomphe pour le Parti social-démocrate de la ministre-présidente Manuela Schwesig, qui frôle son meilleur score historique, réalisé dix-neuf ans plus tôt. Le parti profite à la fois de la popularité de la ministre-présidente — due à son action pendant la crise sanitaire — et de la bonne perception du parti dans la campagne électorale fédérale.
Si l'Alternative pour l'Allemagne reste la deuxième force parlementaire, son écart avec le SPD s'accroît, passant de dix à vingt points en cinq ans. L'Union chrétienne-démocrate, partenaire de coalition de Manuela Schwesig, recule de plus de cinq points, et atteint son plus faible étiage depuis 1990, un score que ses dirigeants qualifient de « désastre » et de « catastrophe ». Die Linke, qui perd plus de trois points, réalise son plus mauvais résultat depuis la réunification, attribuant ces données à la puissance électorale enregistrée par le Parti social-démocrate. Dans la mesure où Les Verts et le Parti libéral-démocrate ont franchi le seuil des 5 %, le Landtag compte pour la première fois six partis représentés.
Le SPD ayant remporté 34 des 36 circonscriptions, il dispose de plus d'élus que la proportionnelle ne lui en attribue, ce qui conduit à une augmentation de la taille du Landtag de 71 à 79 sièges, une première depuis la refondation du Land en 1990.
Le résultat du SPD permet ainsi à la cheffe du gouvernement régional d'envisager soit la reconduction de sa coalition avec l'Union chrétienne-démocrate, soit une alliance avec les Verts et le Parti libéral.

#### Sociologique
| Catégorie                      | SPD  | AfD  | CDU  | Linke | Grünen | FDP  |
| ------------------------------ | ---- | ---- | ---- | ----- | ------ | ---- |
| Catégorie                      |      |      |      |       |        |      |
| Sexe                           |      |      |      |       |        |      |
| Hommes                         | 35 % | 21 % | 13 % | 10 %  | 7 %    | 6 %  |
| Femmes                         | 43 % | 13 % | 13 % | 10 %  | 7 %    | 6 %  |
| Âge                            |      |      |      |       |        |      |
| Moins de 30 ans                | 20 % | 17 % | 8 %  | 11 %  | 13 %   | 12 % |
| 30-44 ans                      | 30 % | 23 % | 12 % | 8 %   | 7 %    | 6 %  |
| 45-59 ans                      | 35 % | 19 % | 14 % | 9 %   | 7 %    | 7 %  |
| Plus de 60 ans                 | 53 % | 11 % | 15 % | 12 %  | 4 %    | 3 %  |
| Statut                         |      |      |      |       |        |      |
| Ouvrier                        | 42 % | 21 % | 12 % | 9 %   | 3 %    | 4 %  |
| Employé                        | 39 % | 15 % | 12 % | 11 %  | 8 %    | 6 %  |
| Fonctionnaire                  | 35 % | 14 % | 20 % | 10 %  | 8 %    | 7 %  |
| Indépendant                    | 24 % | 19 % | 18 % | 10 %  | 10 %   | 12 % |
| Études                         |      |      |      |       |        |      |
| Hauptschulabschluss            | 48 % | 21 % | 13 % | 6 %   | 2 %    | 4 %  |
| Mittlere Reife                 | 40 % | 21 % | 13 % | 8 %   | 4 %    | 6 %  |
| Abitur (baccalauréat)          | 33 % | 14 % | 12 % | 12 %  | 10 %   | 8 %  |
| Hochschulabschluss (supérieur) | 35 % | 7 %  | 15 % | 16 %  | 13 %   | 7 %  |

### Conséquences
Dès le lendemain du scrutin, le président régional de l'Union chrétienne-démocrate Michael Sack (de) et son secrétaire général Wolfgang Waldmüller (de) démissionnent de leurs fonctions en raison du très faible résultat obtenu ; ils sont remplacés par l'ancien président régional Eckhardt Rehberg (de) qui indique peu après que le comité exécutif s'est prononcé en faveur de l'ouverture de discussions exploratoires avec le Parti social-démocrate.
De son côté, la direction du SPD de la ministre-présidente Manuela Schwesig se dit ce même 28 septembre ouvert à toutes les options, soit reconduire la « grande coalition » avec la CDU, soit former au choix une coalition « rouge-rouge » avec Die Linke ou une coalition « en feu tricolore » avec Les Verts et le Parti libéral-démocrate, tout en donnant la priorité aux chrétiens-démocrates en raison de leur statut de partenaire sortant. Si en 2016, le chef du gouvernement Erwin Sellering s'était montré défavorable à une alliance avec la Linke en raison de la faiblesse de la majorité que constituaient les deux partis et du risque de passer pour le moins-disant sur les questions sociales avec un tel partenaire, Manuela Schwesig semble moins fermée envers cette option, notamment en raison de leur convergence sur les questions salariales.
Manuela Schwesig et le SPD mènent alors deux séries d'entretiens exploratoires avec la CDU, la Linke, les Grünen et le FDP. À l'issue de ces pourparlers, le comité exécutif régional du Parti social-démocrate, réuni à Güstrow, approuve le 13 octobre l'ouverture de négociations avec Die Linke dans l'objectif de forger une coalition rouge-rouge, après quinze années de grande coalition avec l'Union chrétienne-démocrate. L'accord de coalition entre les deux partis est présenté à la presse le 8 novembre suivant, après trois semaines et huit rounds de négociations, la formation du gouvernement du Land étant programmée une semaine plus tard.